# 福家俊幸
福家 俊幸（ふくや としゆき、1962年 - ）は、日本の国文学者。早稲田大学教授。

## 人物・来歴
香川県生まれ。1986年早稲田大学教育学部国文科卒、1992年同大学院文学研究科博士課程満期退学、2004年「『紫式部日記』の研究 表現世界と方法」で博士（文学）。早稲田大学高等学院教諭、武蔵野女子大学講師、国士舘大学助教授、2004年早稲田大学教育学部助教授をへて、2008年早大教育・総合科学学術院教授。中古文学・王朝女流日記が専門。

## 著書
- 『紫式部日記の表現世界と方法』武蔵野書院 2006
- 『更級日記全注釈』(日本古典評釈・全注釈叢書) KADOKAWA 2015

### 共編著
- 『紫式部日記の新研究 表現の世界を考える』秋山虔共編 新典社 2008
- 『王朝女流日記を考える 追憶の風景』 (考えるシリーズ) 久下裕利共編. 武蔵野書院 2011
- 『更級日記の新世界』 (知の遺産シリーズ) 和田律子, 久下裕利共編. 武蔵野書院 2016
- 『藤原彰子の文化圏と文学世界』桜井宏徳, 中西智子共編 武蔵野書院 2018